# Kolasib
Kolasib es un pueblo  situado en el distrito de Kolasib,  en el estado de Mizoram (India). Su población es de 24272 habitantes (2011). 

## Demografía
Según el censo de 2011 la población de Kolasib era de 24272 habitantes, de los cuales 12102 eran hombres y 12170 eran mujeres. Kolasib tiene una tasa media de alfabetización del 97,75%, superior a la media estatal del 91,33%: la alfabetización masculina es del 98,25%, y la alfabetización femenina del 97,25%.